# Восток (клуб песни)
Клуб песни «Восток» — клуб самодеятельной песни, один из старейших в Санкт-Петербурге (Ленинграде) и России (Советском Союзе).
Создан в начале 1960-х годов.

## История клуба
Основой стало кафе «Восток», открытое 23 декабря 1961 года на улице Правды, 10, в помещении Дворца Культуры работников пищевой промышленности. Кафе и клуб названы в честь космического корабля «Восток».
В «Востоке» собиралась, в основном, туристско-альпинистская аудитория, что и определило его песенную направленность. 4 марта 1963 года впервые весь вечер был отдан авторской песне. Перед собравшимися пели авторы-исполнители Евгений Клячкин, Владимир Лосев и Борис Полоскин.
Вскоре концерты были перенесены в Малый зал ДК работников пищевой промышленности; первый из них состоялся 2 марта 1964 года. В нём приняли участие Евгений Клячкин, Борис Полоскин, Владимир Лосев и Александр Лобановский, а также поэт Вячеслав Лейкин.
К этому времени в кафе «Восток» сложился коллектив единомышленников, впоследствии составивший актив одноименного клуба.
Выступление Владимира Высоцкого в «Востоке» 18 января 1967 года было одним из первых в его жизни приглашением в качестве автора и исполнителя песен от официальной организации. Высоцкий выступил в клубе ещё 3 раза: 3 октября 1967 года, 20 декабря 1967 года и 28 февраля 1973-го.
Первый абонементный концерт под девизом «Молодость, песня, гитара» в большом зале ДК состоялся 20 октября 1965 года. Абонементные концерты проводились по средам в период с октября по май.
В «Востоке» проводились и внеабонементные концерты. В период с 1965 по 1995 гг. их было 109.
Работой клуба «Восток» руководил Совет клуба, который избирался общим собранием актива Клуба. Каждый член Совета возглавлял одну из секций Клуба. В Клубе работали оргсекция, магнитофонная, фото- и историко-библиографическая секции. Каждый руководитель секции имел свой актив. Вели магнитофонную запись и стенографировали концерты Николай Курчев, а также Соломон Рабинов, Михаил Крыжановский, Валерий Сачковский, Заир Рудер.
С конца 1990-х годов клуб «Восток» принимает участие в подготовке и проведении Международных фестивалей «Петербургский аккорд».

### Председатели
На пост председателя Совета клуба «Восток» в разные годы были избраны:
- Ирина Костриц,
- Наталия Смирнова,
- Ирина Ермолова,
- Михаил Кане,
- Заир Рудер,
- Феликс Суркис,
- Сергей Погорелый.

## Сейчас[когда?]
С августа 2005 года клуб песни «Восток» совместно с Соловецким музеем-заповедником и администрацией МО «Сельское поселение Соловецкое» ежегодно проводит фестиваль авторской песни «На Соловецких островах» (место проведения — Соловецкие острова, время — август).
С 2007 г. председателем Совета клуба песни «Восток» является Татьяна Зорина.
Сейчас клуб располагается по адресу - г. Санкт-Петербург, пр. Московский, д. 189 (цокольный этаж).

### Учредители клуба
- Вячеслав Вахратимов,
- Валентин Вихорев,
- Валентин Глазанов,
- Татьяна Зорина,
- Александр Копосов,
- Алла Левитан,
- Борис Полоскин,
- Виктор Фёдоров.

### Совет клуба
- Татьяна Зорина — председатель,
- Валентин Вихорев,
- Александр Копосов,
- Алла Левитан,
- Михаил Семененко,
- Виктор Фёдоров,
- Владимир Шемшученко,
- Ольга Шустова.

### Художественный совет клуба
- Валентин Вихорев (председатель),
- Александр Копосов,
- Михаил Семененко,
- Александр Тимофеев,
- Виктор Федоров,
- Владимир Шемшученко.

## Другие клубы
Есть ещё 2 организации, связанные с историей и нынешним состоянием клуба песни «Восток».

### Клуб Санкт-Петербургская общественная организация по сохранению и развитию музыкально-поэтической культуры «Клуб песни „Восток“»
Председателем является Сергей Погорелый.
Клуб проводит встречи в «Культурно-досуговом центре Московский».

### Салон «Гитара по кругу»
Объединяет ветеранов клуба песни «Восток», многие из которых стояли у истоков создания клуба в 1960-х годах.
Хотя он и не носит название «Восток», но, безусловно, связан с ним.